# Glen de Vries
Glen de Vries (* 29. Juni 1972; † 11. November 2021 bei Hampton Township, New Jersey) war ein US-amerikanischer Unternehmer, Molekularbiologe, Mitgründer von Medidata Solutions und Weltraumtourist.
De Vries wuchs in New York City auf und machte 1994 seinen Abschluss an der Carnegie Mellon University. Im Juni 1999 gründete er zusammen mit Tarek Sherif und Ed Ikeguchi die Firma Medidata Solutions.
Am 13. Oktober 2021 war de Vries bei einem suborbitalen Flug ins All als Weltraumtourist an Bord der New Shepard von Blue Origin, zusammen mit William Shatner, Audrey Powers und Chris Boshuizen.
Wenige Wochen nach seinem Weltraumflug starb de Vries am 11. November 2021 im Alter von 49 Jahren bei einem Flugzeugabsturz als Pilot einer Cessna 172 in einem dicht bewaldeten Gebiet außerhalb von Hampton Township in New Jersey. Er hatte eine Privatpilotenlizenz mit Instrumentenflugberechtigung.